# Attentat de l'église Saint-Élie de Damas
L'attentat de l'église Saint-Élie se déroule le 22 juin 2025 à Damas (Syrie), quand un terroriste ouvre le feu et se fait exploser à l'intérieur de l'église grecque orthodoxe Saint-Élie. Des fidèles y priaient et l'attentat fait au moins 25 morts et 63 blessés. Selon les médias locaux, des enfants figureraient parmi les victimes,.
Selon le ministère syrien de l'Intérieur, l'État islamique serait responsable de l'attentat au cours duquel un kamikaze a ouvert le feu avant de faire détoner son gilet explosif. L'attaque est cependant revendiquée par un autre groupe djihadiste, Saraya Ansar al-Sunnah. 

## Contexte
L'attentat se déroule dans le contexte de la chute du régime Assad, survenue le 8 décembre 2024 après l'offensive rebelle de 2024 en Syrie menée par l'organisation islamiste Hayat Tahrir al-Cham, après plus de treize ans de guerre civile. Le nouveau pouvoir est incarné par l'ancien djihadiste Ahmed al-Charaa, proclamé président de la transition. La période est marquée par un regain de violences contre les minorités, notamment d'importants massacres contre les Alaouites. Par ailleurs, le groupe État islamique, rival des nouvelles autorités, figure parmi les principales menaces,.

## Attentat
Le 22 juin 2025, un kamikaze a ouvert le feu à l'intérieur de l'église Saint-Élie à Damas (Mar Elias), en Syrie, et a fait exploser un gilet explosif à l'entrée après que la foule a tenté de le maitriser. L'attaque a eu lieu pendant la Divine Liturgie alors que 350 personnes priaient. L'évêque de l'église, Moussa Khoury, a déclaré que l'agresseur avait également lancé une grenade dans l'église pendant la messe de l'après-midi. Un témoin a déclaré que l'agresseur était accompagné de deux autres personnes qui ont pris la fuite. Meletius Shahati, un prêtre de l'église, a déclaré qu'un deuxième homme armé avait tiré sur la porte de l'église avant l'explosion. Une source liée aux services de sécurité a déclaré que deux hommes étaient impliqués dans l'attaque, dont le kamikaze.
L'attaque n'a pas été immédiatement revendiquée, mais les autorités syriennes de transition accusent l'organisation État islamique. Ce serait alors le premier attentat-suicide perpétré par l'organisation à Damas depuis la chute du régime Assad en décembre 2024 et l'un des plus meurtriers depuis des années.

## Bilan humain
Le ministère syrien de la Santé a déclaré qu'au moins 25 personnes ont été tuées et 63 autres blessées,. Les médias locaux ont indiqué que des enfants figuraient parmi les victimes.

## Revendication
Le 24 juin 2025, l'attentat est revendiqué par Saraya Ansar al-Sunnah, un groupe djihadiste fondé après la chute du régime Assad. Celui-ci affirme qu'un de ses membres a « fait exploser l'église Saint-Élie dans le quartier de Dwelaa à Damas », après « une provocation », sans donner plus de détails.

## Réactions

### Nationales
Le ministre syrien de l'Information, Hamza al-Mustafa, a condamné l'attentat, le qualifiant d'attaque terroriste préméditée,.
L'Administration autonome du Nord et de l'Est de la Syrie a condamné l'attaque, la qualifiant d'attentat « terroriste sombre et méprisable », et a exprimé ses condoléances aux familles des victimes.

### Internationales
L'envoyé spécial des Nations Unies, Geir Otto Pedersen, a condamné l'attaque, la qualifiant de crime odieux et d'attaque terroriste,.
Le porte-parole du ministère français des Affaires étrangères, Christophe Lemoine, a déclaré que la France condamnait l'attaque et réitérait son engagement en faveur d'une « transition en Syrie qui permette aux Syriens, quelle que soit leur religion, de vivre en paix et en sécurité dans une Syrie libre, unie, pluraliste, prospère, stable et souveraine ».
Le Patriarcat grec orthodoxe d'Antioche a publié une déclaration disant : « La main perfide du mal a frappé ce soir, prenant nos vies, ainsi que celles de nos proches tombés aujourd'hui en martyrs pendant la divine liturgie du soir. »
Le ministère des Affaires étrangères d'Oman a publié une déclaration condamnant l'attaque, la qualifiant d'attaque terroriste ciblée et violente, et a exprimé ses condoléances aux victimes.
Le ministère des Affaires étrangères des Émirats arabes unis a fermement condamné l'attaque en déclarant dans un communiqué : « Les Émirats arabes unis expriment leur ferme condamnation de ces actes criminels et leur rejet constant de toutes les formes de violence et de terrorisme qui visent à déstabiliser la sécurité et la stabilité », ajoutant qu'ils ont exprimé « leurs sincères condoléances aux familles des victimes de ce crime terroriste, ainsi qu'au gouvernement et au peuple de la République arabe syrienne, souhaitant un prompt rétablissement à tous les blessés ».
Le président libanais Joseph Aoun a fermement condamné l'attaque et a exprimé ses condoléances aux victimes. Dans une déclaration faite à la suite de l'attaque, Aoun a souhaité un prompt rétablissement aux blessés, dénonçant l'attentat comme un « acte criminel » et appelant les autorités syriennes à prendre des mesures immédiates et efficaces pour empêcher que de telles tragédies ne se reproduisent. Le président du Parlement Nabih Berri a présenté ses condoléances au patriarche grec orthodoxe Jean X Yazigi, aux communautés orthodoxes de Syrie et du Liban, ainsi qu'aux familles des victimes de ce qu'il a décrit comme un « acte terroriste lâche » qui a visé des fidèles à l'intérieur de l'église.